# Heteropoda kuluensis
Heteropoda kuluensis là một loài nhện trong họ Sparassidae.
Loài này thuộc chi Heteropoda. Heteropoda kuluensis được miêu tả năm 1988 bởi Sethi & Benoy Krishna Tikader.